# Sandro Larenas
Sandro Larenas (Santiago del Cile, 16 febbraio 1956) è un attore e doppiatore cileno.
È famoso per aver interpretato il gatto Garfield nei primi anni '90 della serie Garfield e i suoi amici.
Le sue principali opere di doppiaggio includono, inoltre, l'interpretazione dell'uomo d'affari Donald Trump nel reality show The Apprentice, Robin Mask nell'anime Kinnikuman e Richard Dean Anderson nel ruolo di Jack O'Neill nella serie Stargate SG-1 e il suo film sequel Stargate: Continuum. Ora è tornato a piegare il gatto Garfield nella nuova serie Cartoon Network, The Garfield Show.

## Biografia
Sandro Laernas è nato a Santiago del Cile il 16 febbraio 1956, a causa del lavoro di suo padre, visse fino a 5 anni nella IV Regione, per poi trasferirsi nelle località di Fan e Sausal nella stessa regione.
Nel 1974 ha studiato teatro all'Università del Cile, dove è stato partner di altri importanti attori cileni come Claudia Di Girolamo, Maricarmen Arrigorriaga, Miguel Ángel Bravo, Max Corbalán e Roberto Poblete. Si è laureato nel 1978.
Ha debuttato come presentatore presso Radio Agriculture, dove attualmente è la voce istituzionale, e presso la Television Corporation dell'Università Cattolica del Cile nel 1979, da lì ha narrato e continua a narrare diversi spot pubblicitari per la televisione.
Dal 2000 lavora come professore di carriera di attore presso l'Istituto Professionale di Arte e Comunicazione (ARCOS).
Nel 2004 ha vinto il premio "Miglior attore nazionale" per la sua partecipazione principale al cortometraggio "Una Mujer Cualquiera" al 12 ° Festival del cortometraggio di Santiago. Larenas ha realizzato vari lavori di doppiaggio per film, serie televisive, anime, nonché spot pubblicitari in televisione e radio, compresi alcuni all'estero.